# David Walter
David Walter (* 1958 in Paris) ist ein französischer Oboist, Dirigent und Professor.

## Leben
Nachdem ihm der erste Preis in Oboe und Kammermusik am Conservatoire national supérieur de musique de Paris zuteilwurde, gewann er auch außerhalb Frankreichs schnell Anerkennung und erhielt fünf internationale Preise in Ancona, Prag, München, Belgrad und Genf.
Walter entschied sich gegen eine Solokarriere und konzentrierte sich auf das Unterrichten und die Kammermusik. Seine Aktivitäten in der Kammermusik beinhalten in erster Linie das Spielen mit dem Quintet Moragues, dessen Gründungsmitglied er ist (1980). Das Ensemble gewann den Grand Prize of the Nouvelle Académie du Disque und wurden für die ersten Victoires de la Musique classique nominiert.
Weitere kammermusikalische Partner sind S. Richter, C. Zacharias, M. Dalberto, P. Rogé, A. Planès, G. Nikolic, M.A. Nicolas, C., M. Le Guay, Yuki Kakajima und die Sine Nomine, Endellion, Manfred und das Parisi Streichquartett.
David Walter wurde im Alter von 29 Jahren jüngster Oboe- und Kammermusikprofessor am Pariser Konservatorium. Seit 1997 unterrichtet er an der Guildhall School of Music and Drama in London und gibt regelmäßig Masterkurse. Um sein Repertoire zu erweitern, schuf David Walter mehr als 250 bekannte Bearbeitungen, wovon viele heute bekannt sind. Er fördert neue Werke junger Komponisten wie Gilles Raynal oder Thierry Escaiche und ist selbst Komponist.
Walter leitet auch kleine Orchester und Ensembles: la Camerata de Bourgogne, l’Ensemble Philidor, l’Ensemble Instrumental de Grenoble, St. George Stings, l’Orchestre de Bretagne, l’Orchestre d’Auvergne. Er ist gleichfalls Kunstdirektor zweier Sammlungen zusammen mit dem Musikproduzenten Billaudot und kooperiert mit den Verlagshäusern Leduc und Le Chant du Monde.
| Personendaten    | Personendaten                                |
| ---------------- | -------------------------------------------- |
| NAME             | Walter, David                                |
| KURZBESCHREIBUNG | französischer Oboist, Dirigent und Professor |
| GEBURTSDATUM     | 1958                                         |
| GEBURTSORT       | Paris                                        |